# Saint-André-d'Olérargues
Saint-André-d'Olérargues is een gemeente in het Franse departement Gard (regio Occitanie) en telt 289 inwoners (1999). De plaats maakt deel uit van het arrondissement Nîmes.

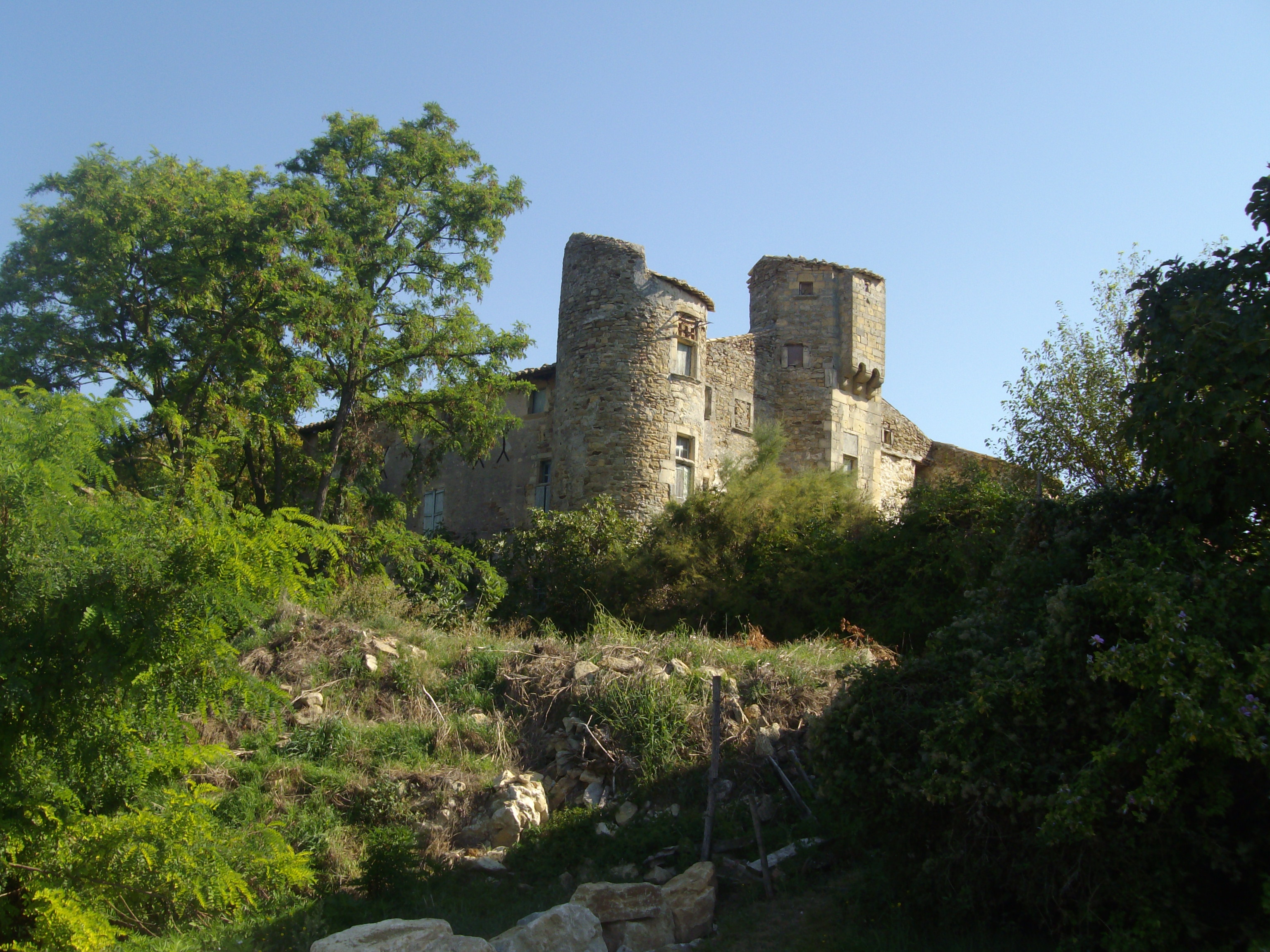
Kasteel van Saint-André-d'Olérargues

## Geografie
De oppervlakte van Saint-André-d'Olérargues bedraagt 9,9 km², de bevolkingsdichtheid is 29,2 inwoners per km².
De onderstaande kaart toont de ligging van Saint-André-d'Olérargues met de belangrijkste infrastructuur en aangrenzende gemeenten.

## Demografie
Onderstaande figuur toont het verloop van het inwonertal (bron: INSEE-tellingen).